# Encore III
『Encore III』（アンコール・スリー）は、岡村孝子の通算3作目のライヴビデオ。1990年11月21日にVHSで発売されたのち、2003年11月26日にDVD化された。発売元はファンハウス。

## 解説
- コンサート・ツアー「KISSIN'」の富士急ハイランド・コニファーフォレストにおける「OUTDOOR SPECIAL」ライヴを収録している。
  - 初めての野外ライヴを映像化した作品である。
  - 公演数は1990年6月23日から9月1日まで、全国24会場27公演。
- アルバム『Kiss 〜à côté de la mer〜』（1990年6月27日）に連動したツアーであったが、アルバムのリリースは、3公演目（岩手県民会館）と4公演目（山形県県民会館）の間であった。
- ソロになってからはテレビにほとんど出演しなかったため、テレビでは岡村の歌うシーンにライブ映像が使用される機会が多かった。TBS系列の音楽番組で、1992年に同会場で行われた野外ライブの映像が使用された際、司会者の山田邦子は「もっと物静かな印象があった」と感想を述べている。
- バッサリ切った髪型での歌唱姿が収録されている。なお、本人が語るところによると、当時は（そのヘアスタイルは）不評だったという。
- 「夢をあきらめないで」は、2005年6月22日にリリースされた「夢をあきらめないで 『逆境ナイン』リマスタリング・バージョン」の初回限定DVDにも収録された。

## 収録曲
1. 長い時間
2. 夏の日の午後
3. 心の草原
合間にリハーサル風景が挿入される。
4. 終わらない夏
5. Believe
6. Kiss
7. adieu
8. ピエロ
9. 夢をあきらめないで
10. 虹を追いかけて

- 全作詞・作曲：岡村孝子

## 関連作品
- 夢の樹　　M-8
- 私の中の微風　　M-2
- Andantino a tempo　　M-9
- リベルテ　　M-9
- SOLEIL　　M-5
- Eau Du Ciel （天の水）　　　M-1・10
- Kiss 〜à côté de la mer〜　　M-3・4・6・7

## 公演日程
|    | 公演日        | 会場                                   |
| 1  | 1990年6月23日 | 山梨県民文化ホール                     |
| 2  | 1990年6月25日 | 宮城県民会館                           |
| 3  | 1990年6月26日 | 岩手県民会館                           |
| 4  | 1990年6月28日 | 山形県県民会館                         |
| 5  | 1990年6月30日 | 青森市文化会館                         |
| 6  | 1990年7月3日  | 静岡市民文化会館                       |
| 7  | 1990年7月4日  | 神奈川県立県民ホール                   |
| 8  | 1990年7月7日  | NHKホール                              |
| 9  | 1990年7月8日  | NHKホール                              |
| 10 | 1990年7月10日 | メルパルクホール広島                   |
| 11 | 1990年7月12日 | 福岡サンパレス                         |
| 12 | 1990年7月13日 | 宮崎市民会館                           |
| 13 | 1990年7月15日 | 鹿児島市民文化ホール第1                |
| 14 | 1990年7月18日 | 愛媛県県民文化会館                     |
| 15 | 1990年7月20日 | 新潟県民会館                           |
| 16 | 1990年7月21日 | 長野県県民文化会館                     |
| 17 | 1990年7月23日 | 金沢市観光会館                         |
| 18 | 1990年7月27日 | 名古屋センチュリーホール               |
| 19 | 1990年7月28日 | 名古屋センチュリーホール               |
| 20 | 1990年7月30日 | 徳山市文化会館                         |
| 21 | 1990年7月31日 | 神戸文化ホール                         |
| 22 | 1990年8月3日  | 帯広市民文化ホール                     |
| 23 | 1990年8月4日  | 北海道厚生年金会館                     |
| 24 | 1990年8月7日  | 大阪フェスティバルホール               |
| 25 | 1990年8月9日  | 東京ベイNKホール                       |
| 26 | 1990年8月10日 | 東京ベイNKホール                       |
| 27 | 1990年9月1日  | 富士急ハイランド・コニファーフォレスト |